# Camp de réfugiés de Jénine
Le camp de réfugiés de Jénine (en arabe : مخيم جنين للاجئين), également connu sous le nom de camp de Jénine (مخيم جنين), est un des camps de réfugiés palestiniens situé dans la ville de Jénine, dans le nord de la Cisjordanie. Il est créé en 1953 pour accueillir les Palestiniens qui ont fui ou ont été expulsés de chez eux par les forces israéliennes pendant et après la guerre de Palestine de 1948. Il est vidé de ses habitants en 2025 lors des opérations d'expulsion par Israël des Palestiniens en Cisjordanie. 

## Historique
Il est situé sur une zone pris par les Israéliens à la Jordanie en 1967, et son statut est disputé entre Israéliens et Palestiniens, jusqu'à ce qu'il passe sous le contrôle de l'Autorité palestinienne en 1995, 
Le camp s'est urbanisé au début des années 1970, avec la création d'habitations en dur dont des immeubles en béton.

Le camp a été le théâtre de plusieurs incidents liés au conflit israélo-palestinien, notamment la bataille de Jénine en 2002 (en) entre Israël et les militants palestiniens, puis l'assassinat en 2022 de la journaliste d'Al Jazeera Shireen Abu Akleh, et reste le lieu de fréquents affrontements entre les forces israéliennes et les Palestiniens.

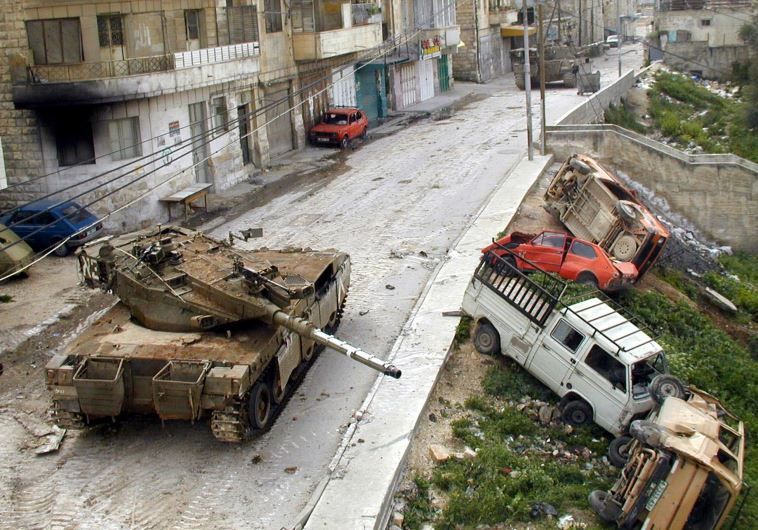
Chars israéliens dans les rues du camp, durant la Seconde intifada, avril 2002.
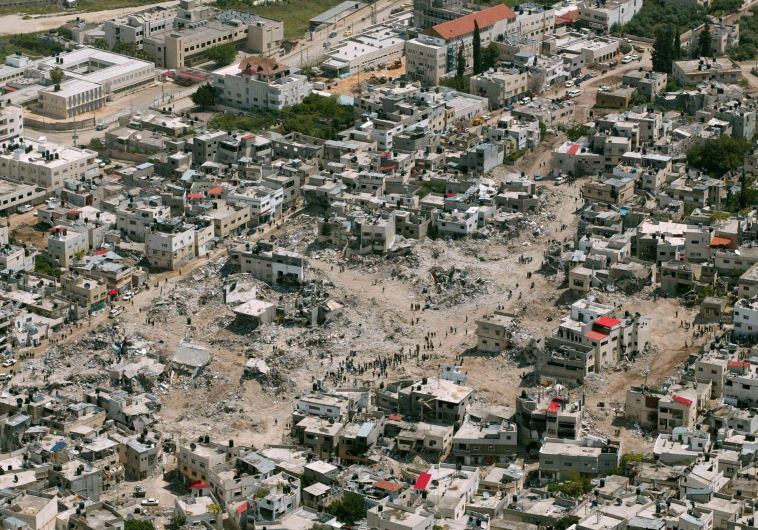
Vue aérienne du camp, deux jours après l'attaque israélienne d'avril 2002.

Le camp a jusqu'en 2025 une forte densité de population, estimée à 33 000 habitants/km² par l'UNRWA. Les réfugiés du camp sont confrontés à des conditions de vie difficiles, dues en partie aux restrictions imposées par Israël. Le camp a un taux de chômage élevé par rapport au reste de la Cisjordanie, et de nombreux réfugiés vivent dans des abris insalubres, avec des réseaux d'égouts médiocres et des pénuries fréquentes d'eau et d'électricité.
Le camp est devenu un bastion de la résistance palestinienne, et est connu comme « la capitale des martyrs » pour les Palestiniens et « le nid de frelons » par Israël[réf. souhaitée]. Il accueille environ 420 combattants armés selon les Forces de défense israéliennes (FDI), un mélange hétéroclite regroupant, sous le nom de Brigades de Jénine, des militants palestiniens issus de différents mouvement, dont le Hamas et la brigade al-Quds du Jihad islamique palestinien. Pour un journaliste de Haaretz, cette brigade n'a pas d'existence réelle,  il ne s'agirait que d'une poignée de délinquants payés pour tirer sur l'armée israélienne. 
Selon les estimations de l'UNRWA, le camp, qui compte 20 000 réfugiés enregistrés, n'en accueille plus que 13 000 au tout début de 2025.

## Attaques de 2024 et expulsion de 2025

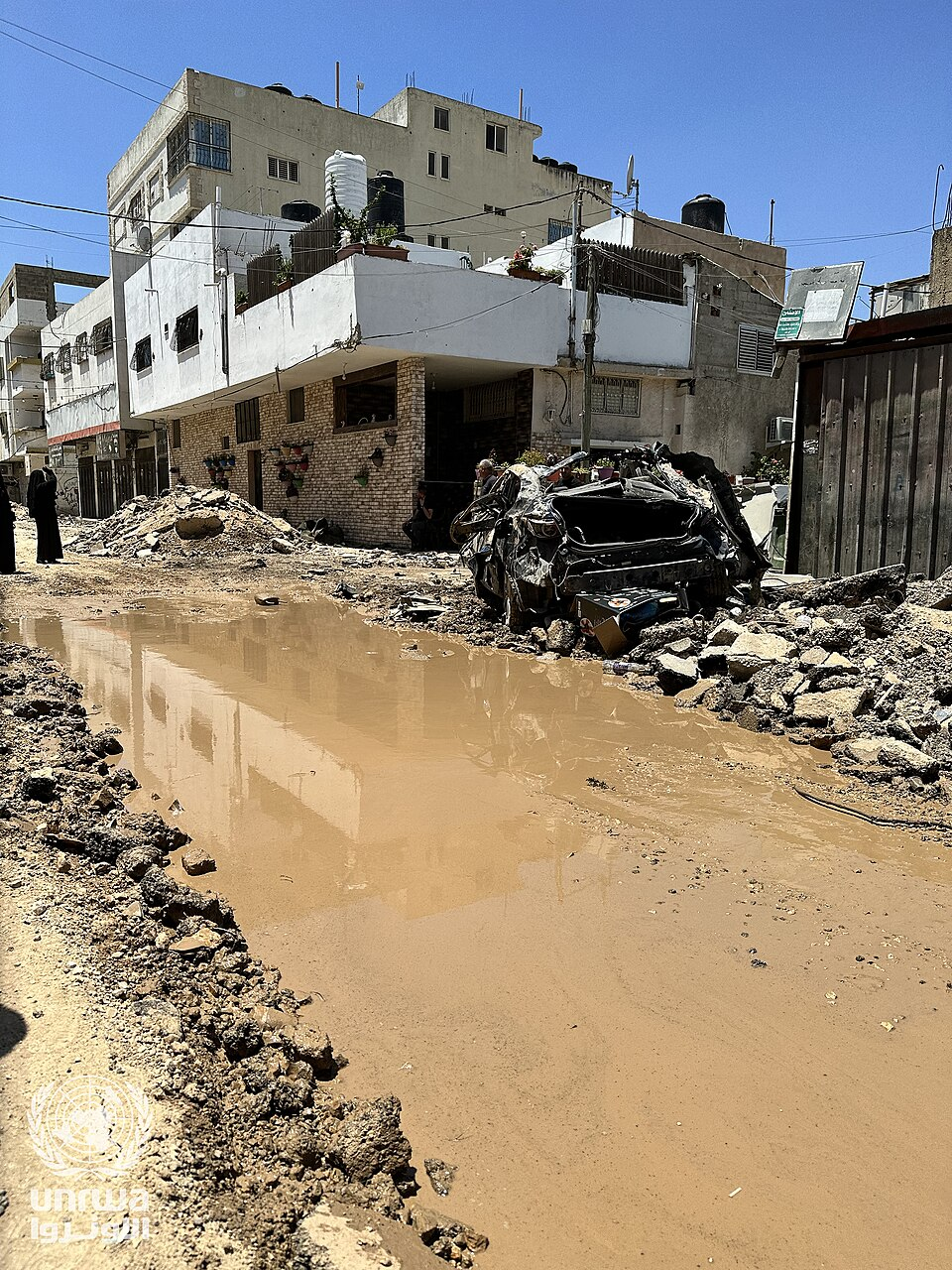
Vue d'une rue de Jénine le 5 juillet 2023, après destruction par des chars israéliens de la voirie, des canalisations d'eau, des égouts et dommages causés aux habitations.

En août et septembre 2024, le camp fait l'objet de plusieurs raids par l'armée israélienne, causant la mort de 19 personnes et la destruction de 80  % des canalisations d'eau. En décembre 2024, après le vol de deux véhicules à l'Autorité palestinienne que des jeunes refusent de lui rendre, celle-ci encercle le camp et lance une opération pour arrêter « plusieurs individus recherchés » et restaurer « l’ordre » dans ce camp.
Le 21 janvier, deux jours après le cessez-le-feu de Gaza, l'armée israélienne fait une nouvelle incursion dans le camp, en mobilisant drones, hélicoptères et bulldozers blindés, commençant par détruire quelques maisons et faisant au moins 10 morts et 40 blessés. Le lendemain, selon le témoignage de l'un des habitants, après le largage de grenades explosives, des drones les somme par haut-parleurs de quitter les lieux dans les cinq minutes.
Le 23 février, Israël annonce que le camp est complètement vidé de ses habitants, et qu'ils n'ont pas l'autorisation d'y revenir.
Pour ceux des réfugiés qui plaçaient un espoir dans le droit au retour prévu par la Résolution 194 de l'Assemblée générale des Nations unies, il s'agit d'un moyen de diluer les familles réfugiés de 1948 pour empêcher cette option. Pour l'armée israélienne, le but est de « combattre le terrorisme ». Pour Al Jazeera, l'opération, présentée comme sécuritaire, serait un gage donné par le premier ministre israélien Benyamin Netanyahou à l'extrême droite,  irritée par le cessez-le-feu de Gaza. Pour  Wasel Abu Yousef, membre du comité exécutif de l'Organisation de libération de la Palestine, il s'agit d'une punition collective des Palestiniens après l'attaque d'Israël par le Hamas du 7 octobre 2023.